# Cherish (píseň, Madonna)
„Cherish“ je píseň americké zpěvačky Madonny. Vyšla na jejím čtvrtém albu Like a Prayer (1989) a byla rovněž vydána jako třetí singl z desky (na druhé straně se nacházela píseň „Supernatural“). Madonna píseň rovněž spolu s Patrickem Leonardem napsala a produkovala. Píseň se zabývá tématem lásky a vztahu, inspirací byla Shakespeareova hra Romeo a Julie. Madonna píseň později vydala i na několika kompilacích, například The Immaculate Collection (1990). V žebříčku Billboard Hot 100 se album umístilo na druhé příčce, v UK Singles Chart na třetí. K písni byl rovněž natočen videoklip, jehož režisérem byl Herb Ritts.